# 台灣獨立運動的新世代綱領
《台灣獨立運動的新世代綱領》是一份反映親民進黨的年輕世代（約1960年代中後期到1970年代出生）對台獨運動看法的文獻，由周奕成執筆，發表時間為1996年5月10日。

## 背景
1996年3月23日，中華民國舉辦第一次的中華民國總統直接選舉，民進黨正副總統候選人彭明敏、謝長廷僅拿下21.13％的得票率，創下民進黨自1986年建黨以來於全國性選舉的最大挫敗。大選過後，1996年3月底，民進黨內一群以學運世代為首的黨員發起「反對運動大辯論」；當時民進黨文宣部副主任周奕成結合80多位年輕世代，發表改革宣言《再度燃起希望與行動之火》，批評民進黨內「口號台獨」、「教條台獨」與「務虛文化」。
1996年5月10日，周奕成、民進黨選舉對策委員會副執行長陳俊麟、外獨會秘書長田欣，與民進黨國大代表鄭麗文、鍾佳濱、段宜康等人聯合發動100多人連署，公布《台灣獨立運動的新世代綱領》，作為團結鞏固台灣現狀的新政治論述。

## 內容大要
綱領分為前言、正文及後記。前言闡述新舊世代台灣人主張台獨的緣由不同。正文共有10條條文及說明，分別闡明新世代台灣人主張台灣獨立的起因、政治目標及實現途徑。後記則說明，此綱領只是代表年輕世代對於台獨運動出路的思考，並肯定所有前輩的犧牲與奉獻。
首先，綱領認為，新世代追求台灣獨立的起因及目的，不是由於神聖的使命，不是因為台灣人四百年來受到外來政權的壓迫，也不是基於對中國的仇恨恐懼或對過去的反彈等，而是務實的政治主張，是為了能夠在盡量排除外力直接干預之下，讓台灣人民自己決定社會應該如何改變；換言之，是為了實現民主政治、平等社會、多元文化等等政治理想的途徑，更是為了每一個人實際生活的真實改善。在國家名稱方面，也不一定要以「台灣」為國家的名稱；而國號、國旗、國歌的變更，並不是台獨運動的主要目的。不要以為使用「台灣」名義就可以解決所有問題。
綱領也提到台獨運動與民進黨或任何團體黨派的區別，認為台灣獨立運動可能將不再只是反對運動，而是國家的整體目標，可以不在民進黨或台獨團體的手中達成；其成功與民主進步黨的執政與否沒有必然的關連，也沒有正統性之爭，也不是民進黨或任何團體黨派的私產，而是台灣人民的公共財。
最後，在實現途徑方面，綱領認為台獨運動應以凝聚兩千多萬人民的國民意識與認同為基礎與優先目標，因此應推行大和解，以促進族群和諧、縮小貧富差距為目標。沒有大和解，就沒有台獨運動。這是一個團結的運動，不是分化、打擊的工具。

## 影響
這份綱領震撼了當時台灣的朝野政黨，也引起中華人民共和國政府的高度關注與研究。之後雖然所提出的訴求與討論在爭議聲中隨即煙消雲散，但也促使敗選後的民進黨走出低迷，重新向台灣人民呈現民進黨政策路線與主張，並揭開日後民進黨的路線檢討與務實轉型。1999年5月8日，民進黨第8屆第2次全國黨員代表大會（全代會）通過替代台獨黨綱的《台灣前途決議文》，其核心價值正是《台灣獨立運動的新世代綱領》所標榜的精神。
這份綱領強調，不要以為使用「台灣」名義就可以解決所有問題。1999年3月21日，前民進黨文宣部主任陳芳明說，「台灣」一詞，從前是一種高度的政治禁忌，如今變成另一種高度的政治正確，歷史「淪為嘲弄的標尺」。
2000年5月，首位出身台灣本土政黨的中華民國總統陳水扁宣誓就職。原本陳水扁當選總統的機會頗為渺茫，但最後能夠順利當選，其因素之一是民主進步黨進行國家主權相關政策的論述調整，使民進黨成為現狀的維護者而非挑戰者。
中華人民共和國的學者認為，此代表民進黨新世代的主流政治主張之一的綱領屬於“務實台獨派”，此與“台獨基本教義派”的要求“建立新國家、制定新憲法”的台獨目標有很大的差異。。

## 全文
舊世代為了過去而主張台獨，新世代為了未來而主張台獨。
舊世代為了悲情而主張台獨，新世代為了希望而主張台獨。
舊世代為了民族而主張台獨，新世代為了民主而主張台獨。
世代不是年齡的問題，而是心態的問題。
每一個追求未來、希望與民主的人，都是台灣的新世代。
台獨不是票房毒藥，不是民進黨的負債。
威權心態、獨斷性格、族群偏見、性別歧視，才是台獨運動與民進黨的票房毒藥，是台灣人的負債，是威權統治遺留在台灣人性格中的深沈悲哀。
讓我們用團結、自省的台獨運動，重建清洗威權遺跡的新國家。
第一條，台灣獨立不是什麼神聖的使命，而是務實的政治主張。
自從國民黨反共復國的神聖使命「破功」之後，請不要再創造新的神聖使命。
台灣獨立，不是新的神聖教條，更不是什麼台灣人的天職，而是台灣人民追求自由自主、保障民主政治、掌握自己對社會應該如何改變的權利的一個條件與前提。
第二條，台灣獨立不是因為台灣人四百年來受到外來政權的壓迫。也不是基於台灣人對中國的仇恨恐懼；台獨不是對過去的反彈，而是對未來的展望。
五千年中國史觀，不是台灣人的史觀。但是四百年的史觀，也不是全體台灣人的史觀，只是第一批闽南人移民的部份史觀。新的台灣人史觀，是多元的史觀，從幾千年（原住民）、四百年到一兩百年（部份闽南人、客家人）、五十年（「外省人」），都是台灣人史觀的面向。
台灣人受到外來政權的壓迫與中國的威脅，為了逃避暴政而追求台獨，只是台獨的消極理由。逃避暴政而建立的新國家，未必不會在內部建立新的暴政。掌握對自己的社會，應朝何種方向改革的權利，不受武力干預，這才是台灣獨立的積極理由。
第三條，台灣獨立不是唯一的政治目標，而是為了實現社會改革理想的途徑。
台灣人民沒有一個獨立的國家，的確很悲慘。但是世界上許多獨立的國家，境內的國民，過著比台灣人民悲慘一百倍的生活。獨立不能解決一切問題。追求台灣獨立，是為了能夠在盡量排除外力直接干預之下，讓台灣人民自己決定社會應該如何改變，換言之，是為了實現民主政治、平等社會、多元文化等等政治理想的途徑，更為了每一個人的實際生活的真實改善。
第四條，台灣獨立運動不能統攝一切政治社會改革運動。
有些人說，教育改革、社區文化也是台獨建國運動，這種說法沒有太大的意義。有許多社會改革者並不完全認同台獨，但並不影響他們工作的價值。先進國家也有環保、婦女等社會運動，難道我們能夠說，這些運動是美國、德國獨立建國運動的一部份嗎？
第五條，台灣獨立不一定以「台灣」為國家的名稱，國號、國旗、國歌的變更，不是台獨運動的主要目的。
台灣成為一個獨立的國家，最好能名實相符，以台灣為國家的名字。但是當國際現勢不允許時，應當接受暫時以其他名稱，維護實質獨立的成果。
我們知道，台灣的名稱，事實上也不能令兩千一百萬「台灣」人民接受。民主進步黨在金門的候選人，把黨旗上的台灣圖案，改成金門地圖的圖案，在演講時也不能口口聲聲說「咱台灣人如何如何」。這個例子是要說明，不要以為用台灣的名字，就可以解決所有問題。
如果為了維護目前的獨立，或為了避免造成國內族群疑慮對抗，而妨礙國民共識的凝聚，即使不用台灣的名稱，都可以暫時性的接受。至於「八菊旗」、「台灣共和國」甚至所謂「台灣國國歌」，只是一部份台獨運動者的主張，不代表全體台獨運動。
第六條，台灣獨立運動可能將不再只是反對運動，而是國家的整體目標。
過去，台獨運動是對抗國民黨的運動，因為正如民進黨黨綱第一條所說，由於國民黨一意藉著「全中國唯一合法政府」之虛構，維持大而無當的「中華民國五權憲法體制」，並賴以長期維持反民主之統治與特權。
經歷一九九六年三月，台灣獨立的現狀，直接面對中國的威脅。中國的文攻武嚇，打破統派的幻想，使台灣朝野各黨派都趨近於維護台灣主權獨立。自此，台獨運動從一個在內部對抗國民黨的運動，進入新的階段，成為一個全台灣一致在外部對抗中國與國際壓力的運動。
過去內部對抗階段，台獨運動可以用百分之二十的少數人，對抗同為少數的國民黨統治集團。在現在外部對抗階段，台獨運動必須擁有全台灣百分之九十的絕對多數民意，才能在國際上對抗中國的壓力，打破中國宣傳的台灣人民支持統一的謊言。所以台獨運動不能再任意將別人打成統派、中國代言人，必須真實地面對其他黨派的主張，找出共同
有利於台灣獨立的部份，並且將其他黨派導向實質上追求台獨的方向。
當台獨不再只是反對運動的訴求，當台獨成為多數台灣人民接受的整體國家目標，這表示台獨主張已經成為主流意見。台獨是台灣整個國家的運動，就不再只是內部的反對運動。因此台獨團體在內部扮演的不再是對抗者、受迫害者，而是監督者、推動者，甚至主導者?
第七條，台灣獨立可以不在民主進步黨或台獨運動團體的手中達成。台獨運動的成功與否，與民主進步黨的執政與否，沒有必然的關連。
當台灣獨立的主張，必須是而且已經是民意的主流，各黨派就必須以實際做法向人民爭取支持。民進黨必須能保證在安全與和平的前提下，把台灣向完整的獨立方向推進；或在中國的強力威脅下，保障台灣現有的獨立與安全，如此民進黨的台獨政策就能獲得人民的支持。這就是民進黨應該努力的方向。如果民進黨不能體認這個務實的方向，人民
就會把台獨的任務，交付給其他值得信任的黨派。民進黨如果要親手完成台獨，就要務實地保證和平與安全。否則，台獨可能在其他黨派執政下達成。
台獨運動的目標，是超越民進黨執政的目標。因此只要台灣獨立的各個步驟，能夠在民主程序之下，和平而安全地達成，例如公民投票，或加入國際組織，即使在其他黨派執政之下達成，我們也願意接受。
民進黨即使不執政，仍必須以在野力量，推動台獨運動，監督政府往台獨方向努力。前主席施明德說「民進黨即使執政，不必也不會立刻宣布台灣獨立」，總統提名人彭明敏說「如果當選總統，會宣布主權範圍，不必宣布台獨」。我們認為這是務實的說法。民進黨即使立刻執政，也不可能立刻宣布台獨。第一，黨綱規定要經公民投票，如果公投
否決，民進黨即使是執政黨，也要接受現有國號。第二，國際局勢不可能允許台灣立刻宣布獨立。第三，台灣獨立是一個不待宣布的事實。
但即使不宣布台獨，民進黨就沒有執政的理由嗎？基於民主政治政黨輪替的原理，民進黨執政仍是一個值得追求的目標，這不是因為民進黨多麼完美，必須執政，而是因為政黨輪替才能建立真正民主制度。這也是民進黨長期被台灣人民支持與期待的理由之一。
第八條，台灣獨立運動以凝聚兩千多萬人民的國民意識與認同，為基礎與優先目標。因此應該推行社會的大和解。沒有大和解，就沒有台獨運動。
台獨運動從過去內部少數互相對抗，轉變為凝聚內部絕大多數，共同對抗外部的運動。
在此階段，全體兩千一百萬人民的國民意識與認同，是台灣獨立的真正堅實基礎。凝聚這樣的意識與認同，是台獨運動最優先的目標。為了這個目標，台獨運動必須破除族群歧見以及少數族群的疑慮，消除階級強烈對立的可能性，因此應該進行社會的大和解。
沒有社會的大和解，就沒有台灣人民共同的意識與認同，就沒有台獨運動。民進黨的大和解做得不是不好，而是不夠。社會的大和解，就是讓社會上所有的少數、弱勢，在整個共同體之中，都能獲得充分的尊重與照顧，都能得到公共資源的分享權利，唯有如此，才能讓少數與弱勢，也能擁有共同的國民意識與認同。
如果勞工受資本家壓榨，如果原住民受漢人迫害，如果女性受男性不平等對待，沒有理由要這些少數與弱勢者，來認同一個多數與優勢者統治的國家。因此社會的大和解，必須以促進族群和諧、縮小貧富差距為目標。
第九條，台獨運動是一個團結的運動，不是分化、打擊的工具。台獨運動沒有正統性之爭。
既然台灣獨立是台灣的出路，是國家的整體目標，台獨運動就應該是一個團結全民的運動。因此台獨運動沒有正統性，所有推動或維護台灣獨立的力量，包括民進黨各派系以及各運動團體，不應以台獨正統自居，用台獨不台獨來打擊異己，將台獨作為權力鬥爭的工具。
台獨運動不再是悲情、苦難的抗爭。台獨運動不會再有過去壓迫時代產生的烈士、英雄。
無奈有部份人還想做英雄，於是以台獨正統捍衛者自居，製造出許多新的假想敵，動輒批判別人背叛台獨。我們同情這種心態，但決不認同這種做法。
第十條，台獨不是民主進步黨或任何團體黨派的私產，而是台灣人民的公共財。
既然台獨是國家整體目標，民進黨就不能以台獨主張，來做主要、唯一的政黨區隔，因為將台獨劃歸己有，恰好使台獨不能為其他政治力量所接受。當其他政黨實質上接受台獨主張，民進黨仍繼續以台獨做唯一區隔之時，為了強調區隔，民進黨將使台獨主張越趨極端化、狹窄化，聲稱只有某種主張才是台獨，其他都是統派。這種發展將使民進黨
的台獨主張越來越不務實，也將使台獨主張背離群眾的認知與需要。
民進黨必須發展新的政黨區隔，民進黨必須走向更年輕、更清廉、更具進步性、更具前瞻性的轉化，成為一個能夠領導台灣未來的務實台獨、社會改革政黨，在打擊黑金、保障弱勢立場上，與國民黨政權對抗，與新黨競爭。這是以全台灣未來思考的格局，也是為台獨運動與民進黨發展思考的格局。
後記：
這份「台灣獨立運動的新世代綱領」，代表的是一群民主進步黨以及台獨運動中的年輕工作者，對於現階段台獨建國運動之出路的思考。
我們並沒有要以這份綱領，取代其他的台獨論述，因為我們認為台灣主權獨立已經是台民意的主流，台獨論述必須是多元發展的，藉著良性對話與合作，共同為台灣的獨立建國，爭取更廣大的支持。
我們尊重所有對台獨運動的不同主張，更深深肯定所有前輩的犧牲與奉獻。所謂新世代，來自於過去世代的啟蒙與感召。今天的新世代，就是過去在台獨被恐怖打壓之下，為宣揚台灣意識在校園辦地下刊物；為鄭南榕扶棺到總統府；為蔡有全、許曹德被判刑而上街；為制憲建國而絕食；為獨台會案而被捕與抗爭；為廢除刑法一百條而靜坐的那一群年輕學生。
隨著前輩的腳步，和群眾併肩，我們不曾為台獨運動付出過生命（被警察打得頭破血流倒是很多），但也曾流過微不足道的汗水和眼淚。對於民主進步黨，對於台灣獨立運動，我們有最深厚的感情，最堅定的信念。基於這樣的感情與信念，我們必須在現實環境之下，為台獨運動尋找任何可能的出路。請過去支持台獨或反對台獨的人，和新世代一起
思考與反省。